# テアトルサンク
テアトルサンク（Theatre Cinq）は、福井県福井市中央にある映画館。経営は有限会社伊井興業。

## 歴史

### 戦前
テアトルサンクの前身館の一つ、松竹座は1930年（昭和5年）11月に開館した。建物は大阪松竹座を模したもので、市内の伊井與三吉が16万円を投じて建設した。当時の福井は大正時代に開館した福井劇場、中央館、松竹館の3館が集客を競っていたが、松竹座の開館で競争はさらに激化することになった。松竹座は他館に比べインテリの客を集めた。1940年12月には佐佳枝劇場が開館し、百貨店「だるま屋」を中心に南側に松竹座、西側に佐佳枝劇場と映画館が集まった。

### 被災
しかし1943年（昭和18年）3月、佐佳枝劇場を火元とする火事が発生し、煉瓦造りの建物は内部が全焼した。東隣のだるま屋も全焼したが、松竹座には延焼しなかった。
1945年（昭和20年）7月の福井空襲では市内の映画館は全滅したが、松竹座は建物の外郭だけが残り、1945年末には早くも興行を再開した。1948年（昭和23年）6月の福井地震でも、他館が地震で全壊、あるいは火事で全焼する中、松竹座は半焼で残り、2ケ月後には上映を再開した。1950年（昭和25年）時点の福井市には、松竹座、中央劇場、国際劇場、大衆館、東宝文化劇場と、5館の映画館があった。

### 戦後

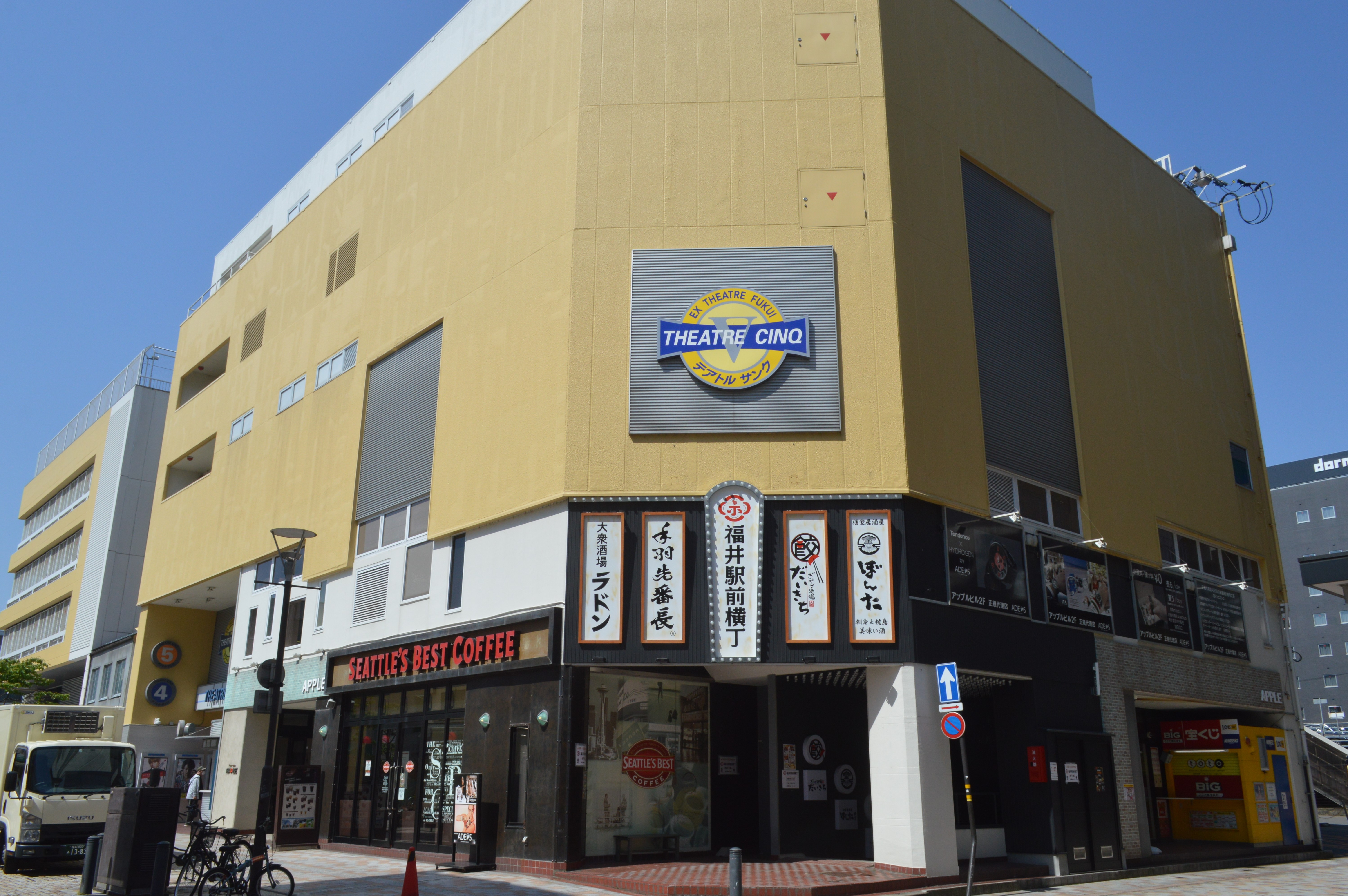
アップルビル（スクリーン4・5）

戦後は伊井興業は経営館を増やし、一時は「松竹座」「日活劇場」「テアトル福井」「福井スカラ座」「福井ピカデリー」と5館を運営していた。1970年（昭和45年）には日活劇場が閉館となり、ボウリング場の駐車場に転用された後、残る4館は1977年（昭和52年）から順次新ビルに改装された。まずテアトル福井の新館が1977年12月に完成し、残る3館も1978年（昭和53年）7月に完成したビッグ・アップル・ビレッジで開館した「松竹座」「シネマプラザ」の2館に統合された。『映画年鑑 1980年版別冊 映画館名簿』によれば、同年時点の福井市には12館の映画館があり、中央1-8-17にテアトル福井が、中央1-17-1に福井松竹座とシネマプラザがあった。1990年代の時点では松竹座（当時328席）、テアトル福井（同725席）、シネマプラザ（同338席）の3スクリーンだったが、1999年（平成11年）12月17日、改装により現在の5スクリーンの映画館にリニューアル。館名をテアトルサンクに改称。これを機に、各劇場ごとに配給チェーンと契約して独立採算制とすることをやめ、フリーブッキング制へと変更。その為、洋画の大作・話題作のみならず、それまで県内では上映されなかった小規模系で封切られる映画も上映するようになった。
2007年（平成19年）3月1日、同県の映画館としては初となるクレジット決済サービス「iD」を導入。この年は6月9日から6月29日まで『電撃文庫ムービーフェスティバル』が上映されたほか、9月21日には、福井市美術館で行われた『安彦良和原画展』と連動したイベントとして、安彦と古谷徹による対談会が開催されている。
2009年（平成21年）12月23日封切の『アバター』から3Dデジタルシネマシステム（RealD）を導入。その流れに乗って2011年（平成23年）秋から、全スクリーンがDLP上映へと移行された。
2015年（平成27年）からは毎年10月に開催される福井駅前短編映画祭の会場に使用されており、2016年（平成28年）の同映画祭では、アリスプロジェクト制作の『雨ふって、大地うるおう』（監督藤田真一、主演窪田美沙）がテアトルサンク賞を受賞している。

### 変遷
| 1930 |                       |                      | 1930/11/11 松竹座    |                        |                    |
| 1940 | 1940/12 佐佳枝劇場    |                      | 1930/11/11 松竹座    |                        |                    |
| 1940 | 1945/7/19 福井空襲    |                      |                      |                        |                    |
| 1940 |                       |                      |                      |                        |                    |
| 1940 | 1945/11/15 松竹座     |                      |                      |                        |                    |
| 1940 | 1947 佐佳枝劇場       | 1947 東宝文化劇場    |                      |                        |                    |
| 1940 | 1948/6/28 福井地震    |                      |                      |                        |                    |
| 1940 |                       |                      |                      |                        |                    |
| 1940 | 1949/7/6 東宝文化劇場 |                      |                      |                        |                    |
| 1950 | 1950/3/21 平和劇場    |                      |                      |                        |                    |
| 1950 | 1950/3/21 平和劇場    | 1951/6/3 佐佳枝劇場  | 1951/7/14 丸ノ内劇場 |                        |                    |
| 1950 | 1950/3/21 平和劇場    | 1955/11/15 福井松映  | 1955/5/3 福井日活    |                        |                    |
| 1950 | 1958/11/20 福井松竹   | 1958/2/15 福井劇場   | 1955/5/3 福井日活    |                        |                    |
| 1950 | 佐佳枝劇場            | 1958/2/15 福井劇場   | 1955/5/3 福井日活    | 1959/1/31 松竹座       |                    |
| 1960 | 佐佳枝劇場            | 1958/2/15 福井劇場   | 1955/5/3 福井日活    | 1959/1/31 松竹座       | 1960/4/28 スカラ座 |
| 1960 | 1960/11 テアトル福井  | 1958/2/15 福井劇場   | 1955/5/3 福井日活    | 1959/1/31 松竹座       | 1960/4/28 スカラ座 |
| 1960 | 1963/4/21 ピカデリー  |                      | 1955/5/3 福井日活    | 1959/1/31 松竹座       | 1960/4/28 スカラ座 |
| 1970 | 1970/3/7 閉館         |                      |                      | 1959/1/31 松竹座       | 1960/4/28 スカラ座 |
| 1970 | 1970/3/7 閉館         | 1977/12 テアトル福井 |                      | 1959/1/31 松竹座       | 1960/4/28 スカラ座 |
| 1970 | 1970/3/7 閉館         | 1978/5/8 休館        |                      |                        |                    |
| 1970 | 1970/3/7 閉館         |                      | 1978/7/29 松竹座     | 1978/7/29 シネマプラザ |                    |

## 座席数
- スクリーン1・2・3はテアトルビル内、スクリーン4・5はアップルビル内にある。
- スクリーン1・2はテアトルビル2階（階段で）、スクリーン3はテアトルビル3階（エレベーターで）、スクリーン4はアップルビル4階（エレベーターで）、スクリーン5はアップルビル5階（エレベーターで）にある。

| スクリーンNo. | イメージカラー | 座席数 | 音響設備              |
| ------------- | -------------- | ------ | --------------------- |
| 1             | 赤             | 592    | 6.1chサラウンドEX     |
| 2             | 緑             | 160    | 5.1chデジタルサウンド |
| 3             | 黄色           | 207    | 5.1chデジタルサウンド |
| 4             | 青             | 285    | 6.1chサラウンドEX     |
| 5             | オレンジ       | 241    | 5.1chデジタルサウンド |